# Sebastian von Breitenstein

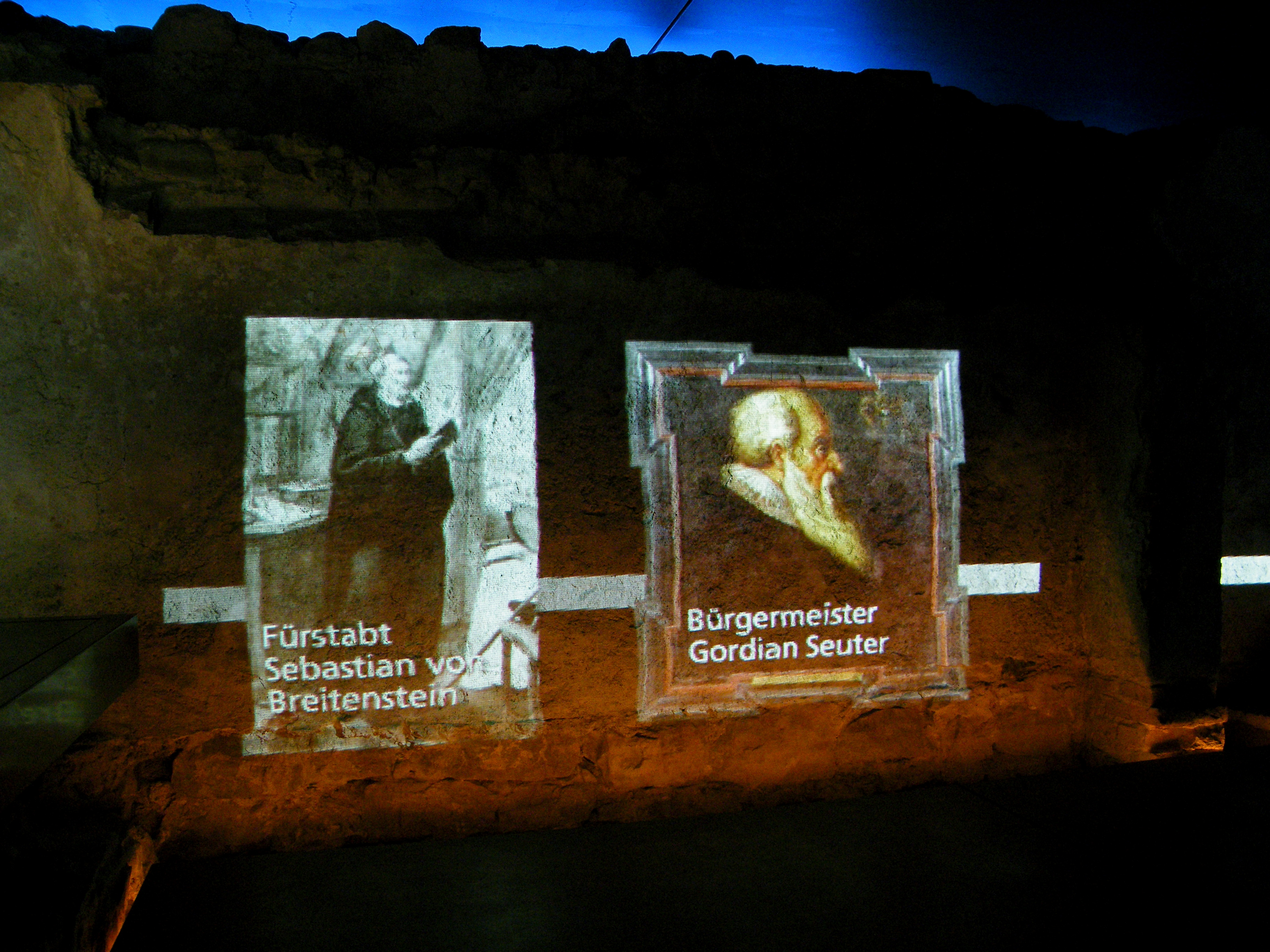
Sebastian von Breitenstein (links) und sein Kontrahent Gordian Seuter in einer Multivision der
Erasmuskapelle in Kempten

Sebastian von Breitenstein (* um 1465; † 1535) war von 1522 bis 1535 Fürstabt vom Fürststift Kempten und stammte aus einer schwäbischen Adelsfamilie aus der mittleren Alb. Als römisch-katholischer Ordensmann war sein Leben nicht einwandfrei; seinen illegitimen Sohn Pelagius bevorzugte er in jeden möglichen Lebensumständen.

## Leben
Sebastian von Breitenstein legte 1494 das Ordensgelübde ab und wurde im selben Jahr Priester. Ab 1508 war er Stiftsdekan. 1522 wurde er zum Fürstabt ernannt.
1524, zu Anfang der später Deutscher Bauernkrieg genannten Ereignisse, wollten die Bauern ihre Ziele noch mit einer formulierten Beschwerde an den Fürstabt erreichen. Dieser führte nämlich ein besonders hartes Regiment und verlangte von seinen Untertanen ständig weitere Abgaben. Aber noch bevor er in Verhandlungen einwilligte, kam es zum Aufstand. Die Aufständischen wurden niedergeschlagen, verweigerten aber weiterhin die Huldigung und Abgaben an den Fürstabt. In der Folge wurde er 1525 auf seiner Burg Liebenthann von Bauern belagert. Er übergab die Burg und suchte heimlich Zuflucht in der Reichsstadt Kempten. Diese Situation nutzte der Altbürgermeister Gordian Seuter und erreichte die Unterzeichnung des längst ausverhandelten Vertrags über den sogenannten „Großen Kauf“. Diese Unterschrift kostete die Reichsstadt 30.000 Gulden und löste die Stadt (seit 1356 Reichsstadt) aus den Händen des Fürststifts. Sämtliche herrschaftlichen Rechte des Fürstabts auf reichsstädtischem Gebiet (innerhalb der Stadtbefestigung) wurden damit von der Reichsstadt übernommen.
Als Breitenstein von 1525 bis 1527 vorübergehend zurückgetreten war, verwalteten der Dekan Eck von Reischach und der Kapitalherr Wolfgang von Grünenstein die Fürstabtei.
1534 wurde dem 70-jährigen Sebastian von Breitenstein aufgrund seiner Altersschwäche der Stiftskapitular Wolfgang von Grünenstein als Koadjutor beigegeben. Ein Jahr später verstarb der Fürstabt. Sein Epitaph befindet sich in der Gruft der später entstandenen Stifts- und Pfarrkirche St. Lorenz.

## Wirken
Sebastian von Breitenstein gelangen Besitzmehrungen. So erwarb er 1524 die Reichsvogtei Aitrang und 1526 mit dem Geld vom Großen Kauf die Herrschaft Sulzberg (Oberallgäu). Seinen Sohn Pelagius bevorzugte er in jeder Hinsicht.